# Serzedelo (Póvoa de Lanhoso)
Serzedelo es una freguesia portuguesa situada en el municipio de Póvoa de Lanhoso. Según el censo de 2021, tiene una población de 738 habitantes.